# Saint-Omer-Capelle
Saint-Omer-Capelle es una comuna francesa situada en el departamento de Paso de Calais, en la región de Alta Francia.

## Demografía
| 586 | 538 | 528 | 698 | 757 | 835 | 1106 |
| Para los censos de 1962 a 1999 la población legal corresponde a la población sin duplicidades (Fuente: INSEE [Consultar]) |     |     |     |     |     |      |